# Vchod (liturgie)

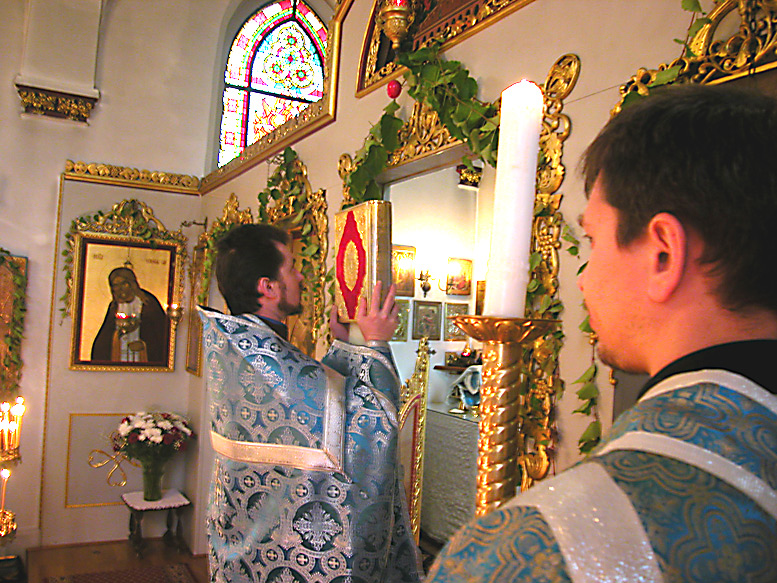
Malý vchod při Božské liturgii

Ve východních pravoslavných a byzantských katolických církvích znamená vchod liturgické procesí, během kterého duchovenstvo vstupuje do oltáře Svatými dveřmi. 
Původ těchto vchodů sahá až do rané církve, kdy byly liturgické knihy a posvátné nádoby uchovávány ve speciálních místnostech pro bezpečné uchování a v případě potřeby bylo nutné tyto předměty donést do kostela. 
V průběhu staletí se tato liturgická procesí zdokonalila a dnes jsou doprovázena kadidlem a svícemi. V pravoslavné liturgické teologii se věří, že andělé vcházejí s duchovenstvem do svatyně, jak dokazují modlitby, které doprovázejí různé vchody.

## Vchod v Božské liturgii
V průběhu Božské liturgie (eucharistie) jsou dva vchody. Oba vchody, stejně jako rituál přípravné liurgie, jsou liturgickými učenci považovány za pozdější dodatky k liturgii a možná je nepoužívali svatí Basil Veliký nebo Jan Zlatoústý, autoři nejčastěji používaných forem Božské liturgie.

### Malý vchod

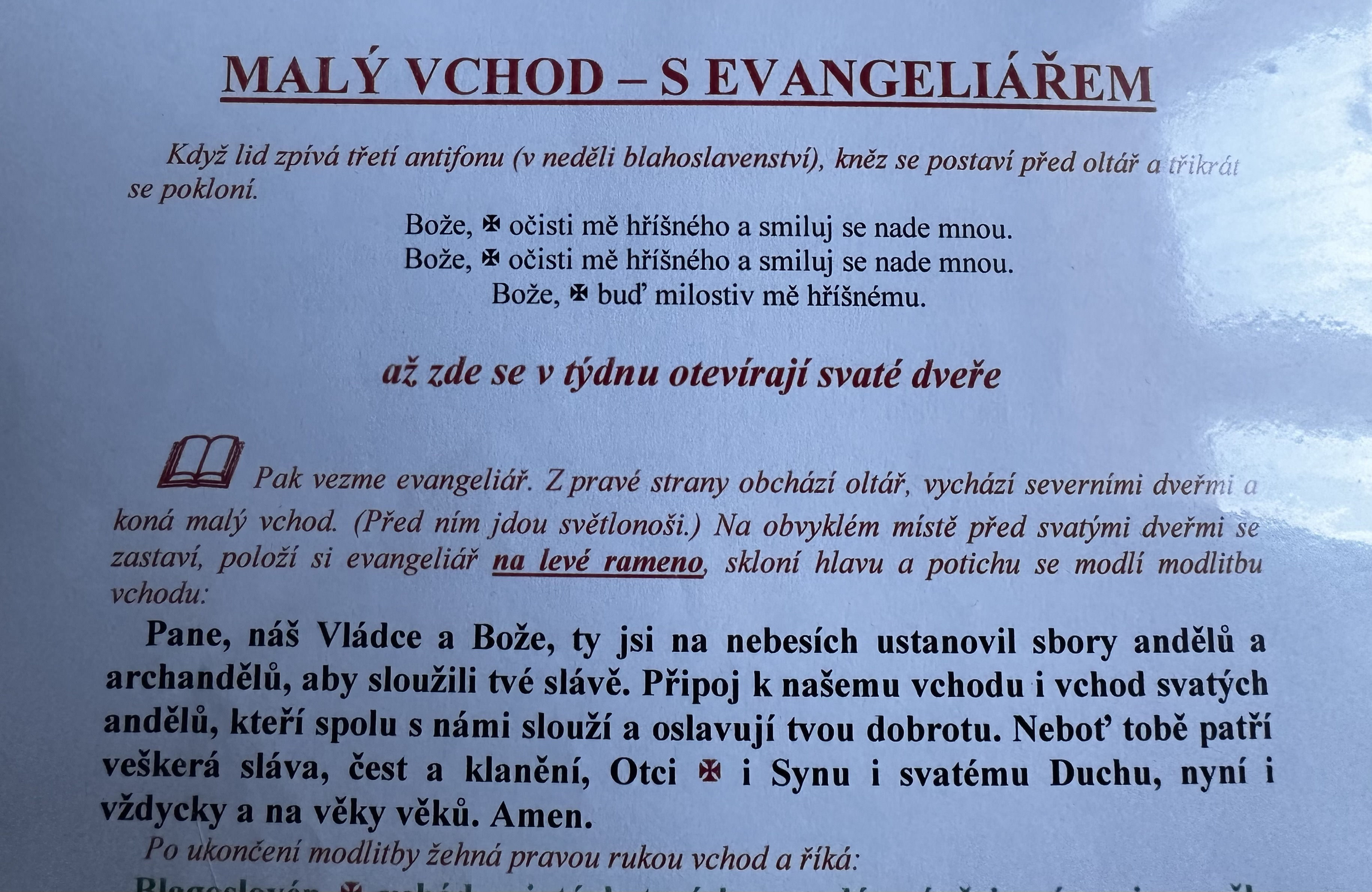
Knězská modlitba malého vchodu (Diataxis s rubrikami)

Malý vchod se odehrává během části bohoslužby známé jako liturgie katechumenů, v rámci přípravy na slyšení slova apoštola a svatého evangelia. Kněz vezme evangelijní knihu ze Svatého stolu (oltáře) a předá ji jáhnovi (diakonovi, pokud tam žádný diakon není, nese knihu evangelia sám.) Jdou proti směru hodinových ručiček kolem Svatého stolu a vyjdou ze severních dveří ikonostasu, a zastavují se před Svatými dveřmi, zatímco se kněz tiše modlí Modlitbu malého vchodu.
Jáhen předkládá knězi evangelijní knihu, aby ji políbil (pokud je přítomen biskup, je místo toho předložena jemu ) Jáhen pak svým orarionem ukáže na Svaté dveře a ukloní se a řekne knězi: "Požehnej, vladyko, svatý vchod." Kněz žehná rukou a říká: "Požehnaný je vstup Tvých svatých, nyní i vždycky a na věky věků." Když sbor dozpívá Třetí antifonu (obvykle Blahoslavenství), jáhen (nebo kněz) zvedne evangelijní knihu a řekne: „Moudrost! (jestliže se jedná o velký svátek Páně, řekne nejprve vlastní vstupní verš, obvykle převzatý ze žalmů) 
Sbor pak zazpívá vstupní hymnu: „Pojďme, pokloňme se a padněme před Kristem! Ó Synu Boží, zachraň nás, kteří tobě zpíváme: Aleluja!" a Tropary a Kondaky dne. Mezitím jáhen a kněz vejdou Svatými dveřmi dovnitř, jáhen položí evangelijní knihu na posvátný prestol a on i kněz políbí prestol. Kněz tiše říká Modlitbu Trisagionu.

### Velký vchod

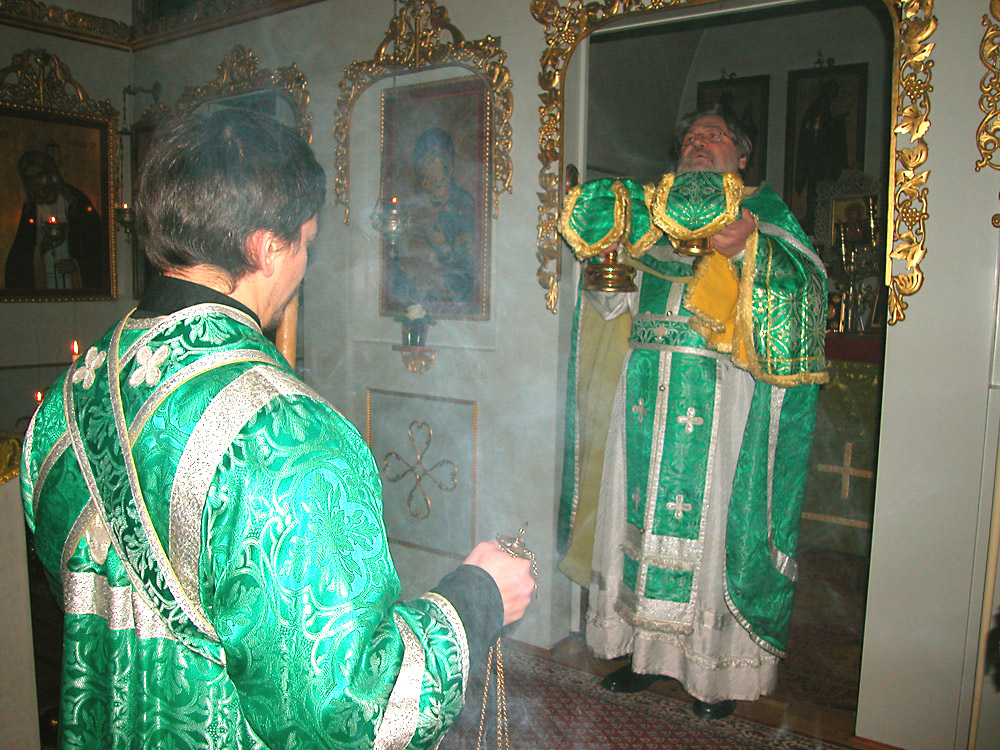
Podjáhen (hypodiakon) a kněz při velkém vchodu

Velký vchod nastává později během božské liturgie, před začátkem liturgie věřících, kdy jsou nabízené dary (chléb a víno) neseny z prothesis (stůl na severní straně svatyně někdy zabírající vlastní apsidu, či jiný vhodný prostor), které mají být umístěna na prestol.
Tento vchod je konán během zpěvu cherubského hymnu Cherubikon, který doprovází Velký vchod (byl zjevně přidán císařem Justinem II., 565 - 578) Avšak božské liturgie slavené na Zelený čtvrtek a Bílou sobotu mají své vlastní Cherubické hymny.
Když sbor zahájí cherubínský hymnus, diákon zahájí cendění svatyně, ikonostasu, duchovenstva a věřících, zatímco kněz se modlí dlouhou tichou modlitbu známou jako „Modlitba cherubského hymnu“. Poté, co je modlitba a kadidlo dokončeno, učiní kněz a jáhen tři metania (úklony) před Svatým stolem, zvednou ruce a třikrát pronesou cherubskou hymnu (kněz řekne první polovinu a jáhen(i) řečeno druhá polovina), po každé recitaci následuje další metania. Potom políbí Svatý stůl a ukloní se jeden druhému. Jáhen jde za Svatý stůl ke stolu obětiny ( protéza ) a kněz vychází ze Svatých dveří, aby se poklonil lidem a požádal je o odpuštění. Poté přejde k protéze, zhodnotí oběť a položí Aër (velký závoj, který zakrývá diskos (neboli paténa) a kalich) na diakonovo levé rameno – pokud tam žádný jáhen není, umístí si závoj přes svá záda tak, aby plášť zakrývající jeho ramena – a dává diskos jáhnovi, zatímco on nese kalich. Diákon, stále držící kadidelnici, zvedne disko tak, aby byla na úrovni jeho čela. Průvod se tvoří se servery (akolyty) držícími svíčky a (v závislosti na jurisdikci) slavnostními vějíři.
Jakmile sbor dokončí první polovinu cherubínského hymnu, procesí vyjde Severní branou, do chrámové lodi a zastaví se před Svatými dveřmi. Během průvodu pronesou jáhen a kněz řadu přímluv formulovaných podle místních zvyklostí. Při poslední přímluvě kněz žehná věřícím kalichem. Sbor zpívá: "Amen." a zpívá druhou polovinu cherubínského hymnu, během čehož duchovní vstoupí do svatyně Svatými dveřmi a položí dary na Svatý stůl. Kněz snímá menší závoje z diskosů a kalichů a nad dary se společně s jáhnem se modlí.
Velký vchod symbolizuje triumfální vjezd Ježíše Krista do Jeruzaléma na Květnou neděli.

## Vchod při nešporách
Vchod užívaný během Velkých nešpor (slouží se v neděli a svátky). Má přesně stejný formát jako Malý vchod během liturgie, s tím rozdílem, že místo evangelijní knihy se nosí kadidelnice a tichá modlitba pronesená knězem je vlastní.

## Vchod v liturgii předem posvěcených darů
Liturgie předem posvěcených darů se slaví ve středu a v pátek během Velkého půstu a jde o nešpory spojené s rozdáváním svatého přijímání, jejichž posvěcení proběhlo předchozí neděli. Malý vchod zde je stejným vchodem obdobně jako při Velkých nešporách; když je však předepsáno evangelijní čtení (během Svatého týdne nebo o svátcích), místo kadidelnice se používá evangelijní kniha, jako při Božské liturgii. Velký vchod je proveden v naprostém tichu (bez sborového zpěvu, jako při běžné božské liturgii). zatímco všichni se klaní až k zemi. Důvodem je to, že dary nesené ve Velkém vchodu nejsou pouze chléb a víno (jako při běžné liturgii), ale již byly posvěceny a jsou považovány za skutečné tělo a krev Kristovu.